# Antomieszki
Antomieszki (deutsch Antmeschken, 1938–1945 Meßken) ist ein Ort in der polnischen Woiwodschaft Ermland-Masuren. Er gehört zur Landgemeinde Banie Mazurskie (Benkheim) im Powiat Gołdapski (Kreis Goldap).

## Geographische Lage
Antomieszki am Nordufer der Angerapp (polnisch Węgorapa) liegt am Nordostrand des Skallischen Forstes (auch: Altheider Forst, polnisch Lasy Skaliskie) im Nordosten der Woiwodschaft Ermland-Masuren. Die einstige und heute auf russischem Staatsgebiet gelegene Kreisstadt Darkehmen (1938–1946 Angerapp, russisch Osjorsk) liegt 11 Kilometer weiter nördlich, die heutige Kreisstadt Gołdap (Goldap) ist 20 Kilometer in westlicher Richtung entfernt.

## Geschichte
Das nach 1554 Antt Meschkeras, nach 1565 Antmeschkras, nach 1584 Antmeskerasz, um 1591 Kerstubeley, nach 1785 Kerstupöhnen, um 1815 Kerstupönen und bis 1938 Antmeschken genannte kleine Dorf bestand ursprünglich aus mehreren kleinen Höfen und Gehöften. Im Jahr 1874 wurde der Ort in den neu errichteten Amtsbezirk Szabienen (polnisch Żabin) eingegliedert.
Im Jahr 1910 verzeichnete Antmeschken 133 Einwohner. Ihre Zahl verringerte sich bis 1925 auf 117, belief sich 1933 auf 107 und betrug 1939 nur noch 99. Am 3. Juni (amtlich bestätigt am 16. Juli) 1938 wurde Antmeschken in Meßken umbenannt.
In Kriegsfolge kam das Dorf 1945 mit dem südlichen Ostpreußen zu Polen und trägt seither die polnische Namensform Antomieszki. Heute ist es eine Ortschaft im Verbund der Landgemeinde Banie Mazurskie im Powiat Gołdapski, bis 1998 der Woiwodschaft Suwałki, seitdem der Woiwodschaft Ermland-Masuren zugehörig.

## Religionen
Antmeschken resp. Meßken war vor 1945 einerseits zur evangelischen Kirche von Klein Szabienen/Schabienen (1938–1945 Kleinlautersee, polnisch Żabin) in der Kirchenprovinz Ostpreußen der Evangelischen Kirche der Altpreußischen Union, andererseits in die katholische Pfarrei Goldap im Bistum Ermland eingepfarrt. Heute gehört Antomieszki zur katholischen Pfarrei in Żabin im Dekanat Gołdap im Bistum Ełk (Lyck) der Römisch-katholischen Kirche in Polen bzw. zur evangelischen Kirche in Gołdap, einer Filialkirche von Suwałki in der Diözese Masuren der Evangelisch-Augsburgischen Kirche in Polen.

## Verkehr
Antomieszki ist über einen Landweg zu erreichen, der von einer Nebenstraße, die das polnisch-russische Grenzgebiet bei Żabin mit dem zentralen Gemeindeort Banie Mazurskie verbindet, in westlicher Richtung abzweigt. Eine Bahnanbindung besteht nicht.